# Марьяновка (Александрийский район)
Марья́новка (укр. Мар'янівка) — село в Петровской поселковой общине Александрийского района Кировоградской области Украины.
До 2020 года входило в Петровский район
Население по переписи 2001 года составляло 30 человек. Почтовый индекс — 28310. Телефонный код — 5237. Код КОАТУУ — 3524983702.